# Ostslawen

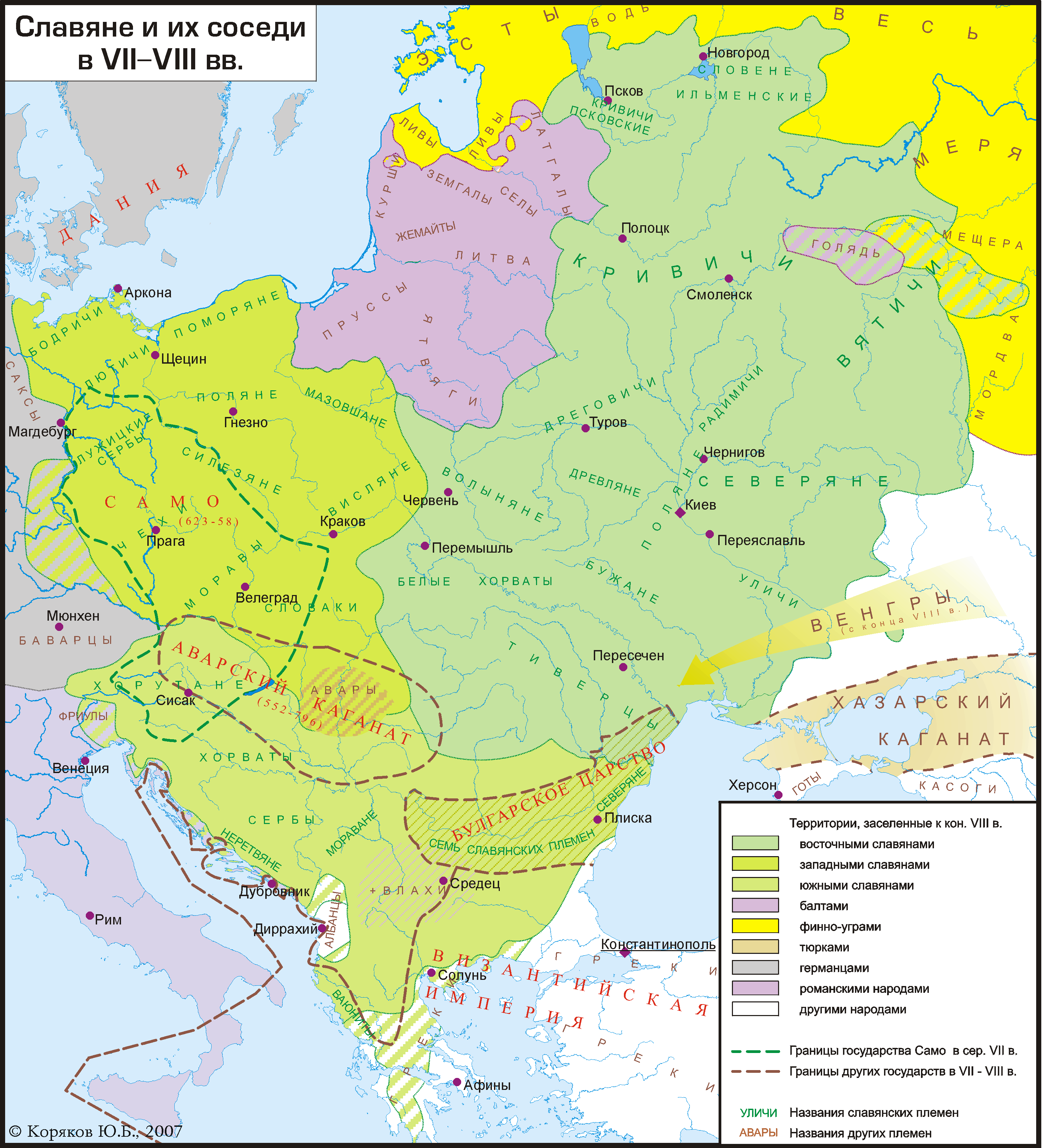
Gebiete der Ostslawen (dunkelgrün) im 7. und 8. Jahrhundert

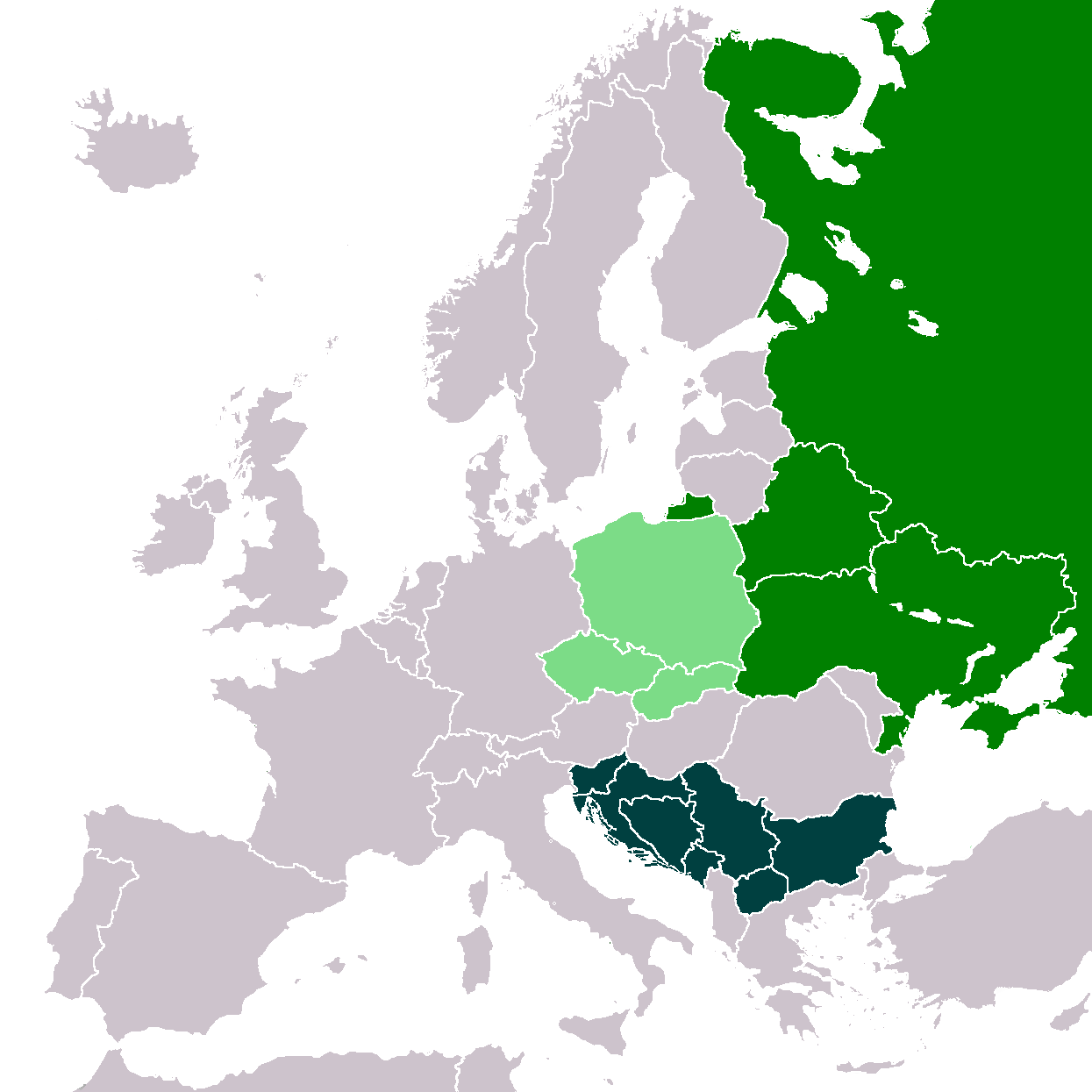
Staaten mit mehrheitlich slawischsprachiger Bevölkerung:
Ostslawen
Westslawen
Südslawen

Die Ostslawen sind ein Zweig der Slawen, die sich nach sprachlichen und kulturellen Kriterien von den West- und Südslawen unterscheiden, wobei eine Zuordnung für die Zeit bis zum 10. Jahrhundert nicht immer eindeutig ist. Zu den Völkern, die aus den mittelalterlichen ostslawischen Stämmen hervorgegangen sind, zählen heute Russen, Ukrainer, Belarussen und Russinen.

## Siedlungsgebiet
Das Siedlungsgebiet der Ostslawen erstreckte sich im Frühmittelalter von Ostpolen bis zum Schwarzen Meer im Süden und dem Ilmensee im Norden. Sie grenzten im Westen an westslawische, im Nordwesten an baltische, im Norden und Nordosten an finno-ugrische, im Süden an turkstämmige und im Südwesten an südslawische Stämme.
Im Verlauf der fortschreitenden slawischen Ostsiedlung wurden im zentralrussischen Raum baltische und finno-ugrische Stämme assimiliert.

## Geschichte
Seit dem späten 6. Jahrhundert siedelten slawische Stämme entlang der großen Flüsse wie des Dnepr, Prypjat und Dnister.
Über die Entstehung und Ausbreitung ostslawischer Stämme gibt es nur sehr wenige schriftliche Aussagen.

### Erwähnungen
Bayerischer Geograph

um 850/890
- Buschanen am westlichen Bug
- Ulitschen zwischen Dnjepr und Südlichem Bug
- Tiwerzen

Nestorchronik zu

um 864
- Ilmensee-Slowenen am Ilmensee bei Nowgorod und am Wolchow
- Kriwitschen an der Düna bei Polazk

um 885
- Poljanen am Dnepr bei Kiew,

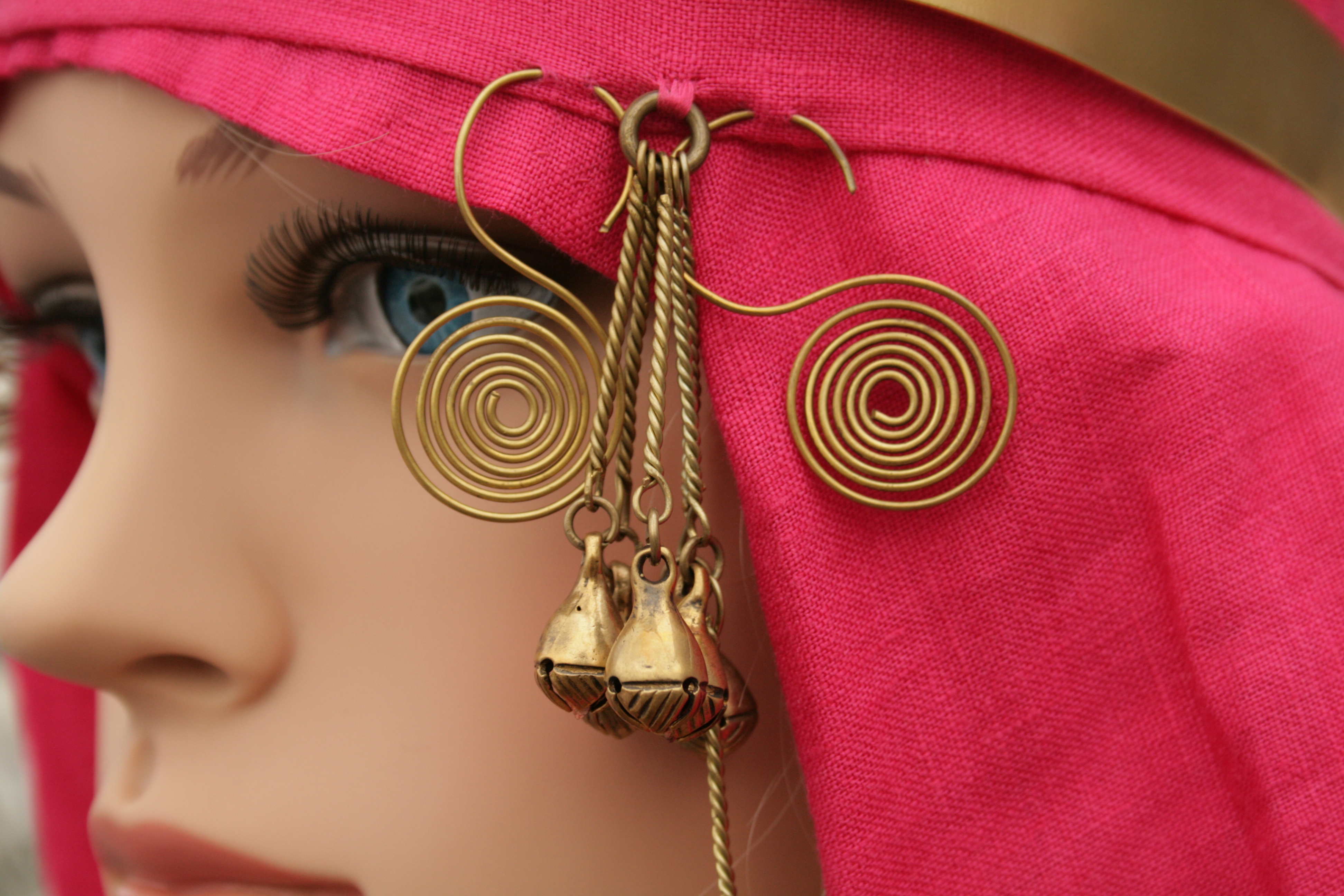
Rekonstruktion eines für Sewerjanen typischen Schläfenrings

- Drewlanen am unteren Prypjat bei Iskorosten
- Sewerjanen bei Tschernihiw
- Radimitschen am oberen Dnepr und Desna

907
- Chorwaten am unteren Dnister
- Duleben am westlichen Bug
- Wjatitschen an der Oka bei Moskau

10. Jahrhundert
- Dregowitschen am mittleren Prypjat bei Turow
- Wolhynier am westlichen Bug um Wolyn und Wladimir

### Kiewer Rus

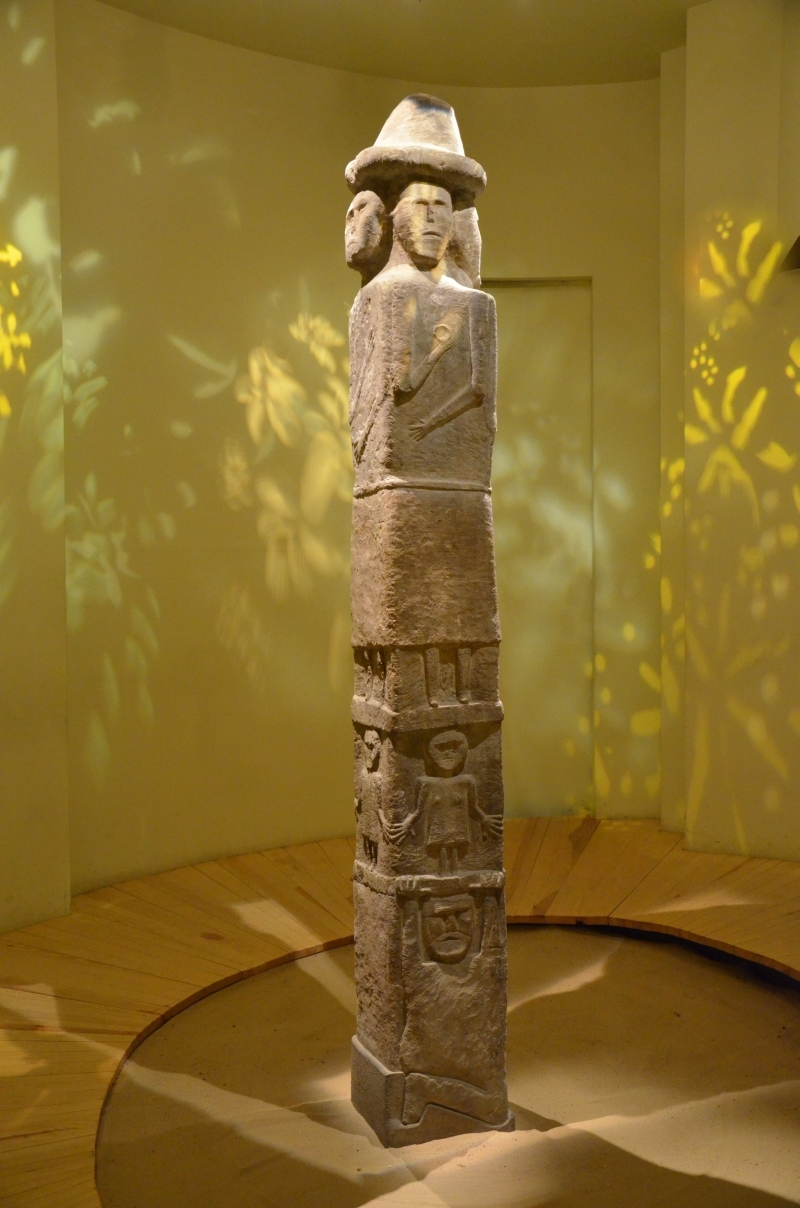
Das Idol von Sbrutsch (10. Jh.)

Um 862 begannen skandinavische Waräger ihre Herrschaft im Gebiet um Nowgorod und Ladoga. Zu den ersten erwähnten Stämmen gehörten die slawischen Ilmensee-Slowenen und Kriwitschen. In den folgenden Jahrzehnten dehnte die Rus ihr Herrschaftsgebiet über zahlreiche weitere slawische Stämme aus.
Ab 988 übernahm sie das orthodoxe Christentum nach byzantinischen Ritus. Gebräuchlich wurde die kyrillische Schrift.

### Teilung des Gebietes
Ab 1340 kamen die westlichen Gebiete unter die Herrschaft des Großfürstentums Litauen und des Königreichs Polen. Die östlichen Gebiete blieben zunächst im Einflussbereich der Goldenen Horde.
Es begannen sich kulturelle Unterschiede zu entwickeln. Im Großfürstentum Litauen wurde die ruthenische Sprache gesprochen, die zur Vorläuferin des Ukrainischen und Belarussischen wurde. Im Osten entwickelte sich die russische Sprache.

### Ab 1480
Nach der Befreiung des östlichen Teils der Rus von der Tatarenherrschaft entwickelte sich zwischen den Großfürstentümern Moskau und Litauen eine Rivalität, um die Ostslawen unter ihrer Herrschaft erneut zu vereinen. Im Rahmen dieser Rivalität kam es zu mehreren russisch-litauischen und russisch-polnischen Kriegen.
Dem Russischen Reich gelang es, beinah alle ostslawische Gebiete bis auf Galizien zu erobern.
Im Rahmen der vor der Oktoberrevolution weltweit gängigen Konzeption wurden alle Ostslawen als Russen bezeichnet und in Großrussen, Kleinrussen und Belarussen unterteilt. Während der Sowjetzeit wurden Großrussen zu Russen und Kleinrussen zu Ukrainern. Manche Ethnologen betrachten die Russinen als ein viertes ostslawisches Volk.
Heute bilden die Ostslawen mit knapp 200 Millionen Menschen die größte Gruppe der Slawen.

## Lebensweise
Die Ostslawen sprachen im Mittelalter die altostslawische Sprache. Sie lebten von Landwirtschaft und Jagd, wobei sie bereits früh anfingen, Städte und Burgen zu gründen. Deshalb hieß ihr Gebiet, durch das wichtige Handelsrouten entlang des verzweigten Flusssystems gingen, im altnordischen Sprachgebrauch Gardarike, ‚Reich der Städte‘.